# Pseudotorymus bollinensis
Pseudotorymus bollinensis är en stekelart som beskrevs av Askew 2002. Pseudotorymus bollinensis ingår i släktet Pseudotorymus och familjen gallglanssteklar. Inga underarter finns listade i Catalogue of Life.